# Kampong Thom (thành phố)
Kampong Thom hay Stueng Saen là thành phố tỉnh lỵ của tỉnh Kampong Thom, Campuchia. Thành phố này có đường quốc lộ đi qua, tuyến quốc lộ này chạy từ Xiêm Riệp đến Phnom Penh.
12°42′B 104°54′Đ / 12,7°B 104,9°Đ